# Julie von Voß

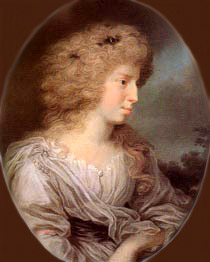
Julie von Voß, Gräfin Ingenheim, um 1785

Julie Amalie Elisabeth von Voß, Gräfin von Ingenheim (* 24. Juli 1766 in Buch bei Berlin; † 25. März 1789 Berlin) war von 1787 bis zu ihrem Tod die erste morganatische Ehefrau, die König Friedrich Wilhelm II. von Preußen neben seiner Ehefrau Königin Friederike Luise hatte.

## Leben

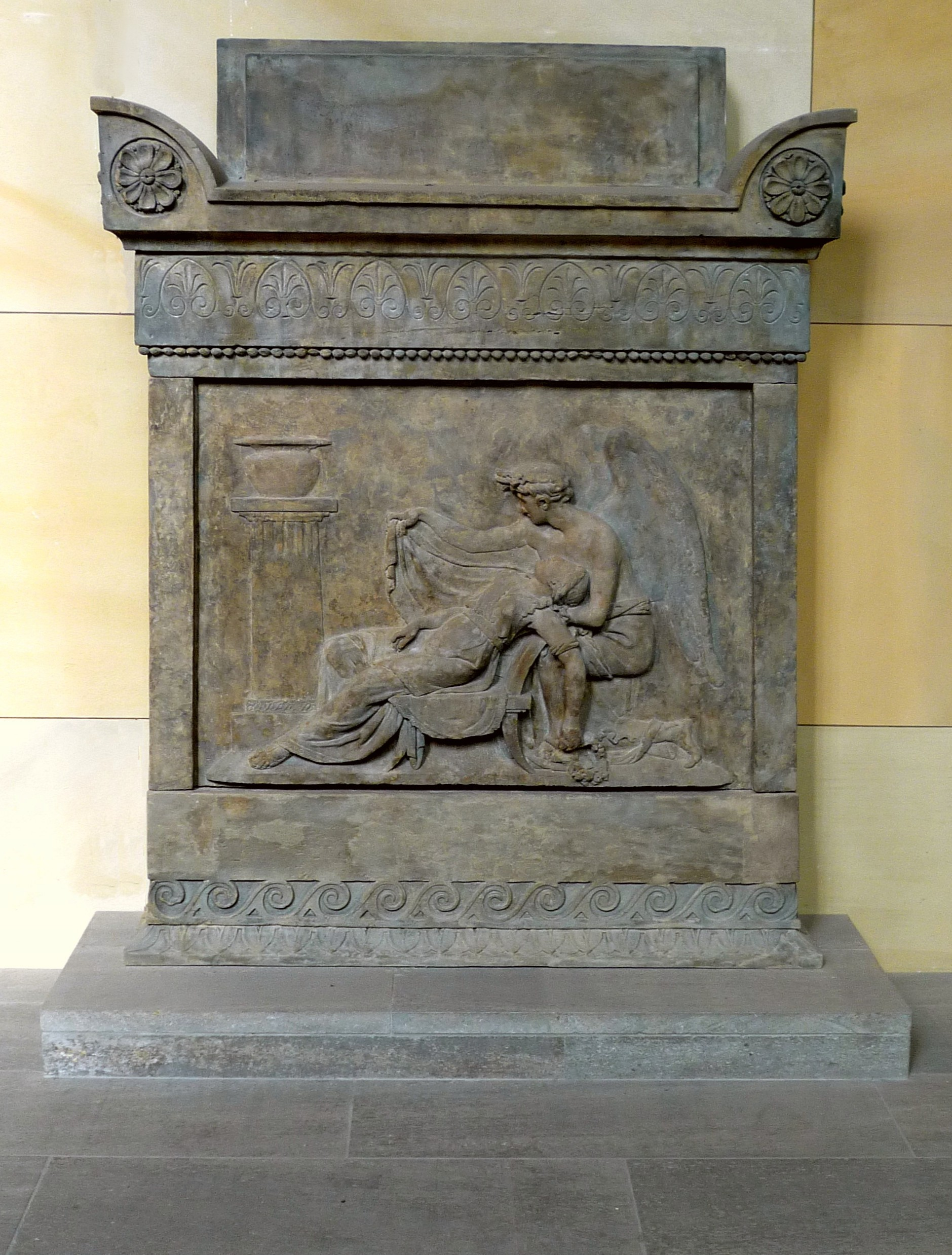
Kenotaph von Genelli für Julie von Voß

Julie war die Tochter von Friedrich Christoph Hieronymus von Voß und seiner Ehefrau  Amaliea Ottilie von Vieregg (* 17. Dezember 1736; † 30. Oktober 1767 in Berlin). Theodor Fontane berichtet, im Kirchenbuch zu Buch sei ihr Name bei Geburt und Tod als Elisabeth Amalie von Voß eingetragen worden. Ihre Geschwister waren Otto (Carl Friedrich), Albrecht Leopold (* 1759; † 31. Mai 1793) und Ferdinand Georg Wilhelm Ernst von Voß. Wilhelm von Voß und Ferdinand von Voß-Buch waren ihre Neffen.
Als sie 1783 wie ihre Tante Sophie Marie von Voß Hofdame bei der Königin Elisabeth Christine wurde, verliebte sich der künftige Thronerbe Friedrich Wilhelm in die junge, zarte Frau. Kurz zuvor hatte „alles physische Amüsement“ zwischen Friedrich Wilhelm und seiner Geliebten Wilhelmine Enke geendet, wobei Wilhelmine ihre Stellung als einflussreiche Mätresse bewahren konnte. Nachdem Friedrich Wilhelm 1786 König geworden war, steigerte er sein Werben um Julie, die jedoch auf einer Ehe bestand, weil sie keine Mätresse werden wollte. Hinter Julie standen ihre ehrgeizige Familie und eine Adelspartei am königlichen Hof, die besonders an einer Ausschaltung Wilhelmines interessiert war, flankiert von den Günstlingen des Königs Johann Christoph von Woellner und Hans Rudolf von Bischoffwerder, die mit Wilhelmine um den Einfluss auf den König rangen. Möglich wäre wegen des Standesunterschieds nur eine morganatische Heirat, doch sollte dadurch Julie zur Prinzessin erhoben werden, ferner verlangte sie, dass die Königin zustimmen müsse, und dass Wilhelmine und ihre Kinder nach Preußisch-Litauen zu exilieren sind. Obwohl Friedrich Wilhelm, der sie gesteigert bedrängte, nur bereit war, den ersten Forderungen teilweise zu entsprechen, gab Julie dem Drängen der Familie, „dem Vaterlande ein Opfer zu bringen“, schließlich nach. 
Die schriftliche Einwilligung zur Ehe hatte Friedrich Wilhelm von seiner Frau, Königin Friederike Luise, erhalten, die nach sieben Geburten ihre ehelichen Pflichten als erfüllt ansah. Die Ehe mit Julie von Voß wurde am 25. oder 26. Mai 1787 wahrscheinlich von Johann Friedrich Zöllner in der Kapelle von Schloss Charlottenburg oder am 7. Mai in der Wohnung Julies geschlossen. Im November 1787 erhob Friedrich Wilhelm II. Julie von Voß zur Gräfin von Ingenheim.
Zwei Jahre später erlag sie am 25. März 1789 im Alter von 22 Jahren der galoppierenden Schwindsucht (Lungentuberkulose), die unmittelbar nach der Geburt ihres Sohnes Gustav Adolf von Ingenheim zum Ausbruch gekommen war. Friedrich Wilhelm war so tief erschüttert, dass er im Juli 1789 wochenlang nicht auf die Nachrichten vom Sturm auf die Bastille und den Beginn der Französischen Revolution einging. Aber bereits im selben Jahr entbrannte er in Leidenschaft für Sophie von Dönhoff.

## Grab
Am 1. April 1789 wurde sie in der Schlosskirche von Buch in einer Gruft in der Nähe des Altars beigesetzt, was laut Theodor Fontane auf ihren eigenen Wunsch geschah. In seinem Notizbuch skizzierte er den Grundriss, auf dem die „Gruft der Ingenheim“ eingezeichnet ist. Allerdings fanden sich an dieser Stelle bei späteren Untersuchungen weder Grab noch Gebeine. 
Im Schlosspark von Buch ließ Julies Bruder 1795 ein Epitaph von Hans Christian Genelli errichten, auf dem nur die Inschrift Soror optima, amica patriae, vale („Beste Schwester, Freundin des Vaterlandes, lebe wohl“) steht. Das Grabmal wurde in den 1950er Jahren mutwillig zerstört. Nur das Relief wurde gerettet und in dem 1987 eröffneten Schinkelmuseum in der Friedrichswerderschen Kirche ausgestellt. 2019 wurde der Standort des Kenotaphs im nördlichen Teil des Schlossparks gefunden. 2023 wurde das Epitaph wiedererrichtet.
Am 8. Juli 2025 wurden in der Gruft der Schlosskirche von Buch „die Reste eines reich verzierten Sarges aus dem späten 18. Jahrhundert“ freigelegt, nach Einschätzung des Berliner Landesdenkmalamtes mit hoher Wahrscheinlichkeit der Sarg von Julie von Voß. Das Berliner Landesdenkmalamt hat entschieden, den Sarg nicht zu öffnen und keine DNA-Untersuchungen durchzuführen, um die Grabruhe zu wahren und weitere Beschädigungen an dem fragilen Sarg zu vermeiden.

## Erinnerung
Theodor Fontane hat dem Schicksal der Julie von Voß im Band Spreeland seiner Wanderungen durch die Mark Brandenburg ein eigenes Kapitel gewidmet. Als er am 16. und 17. Juni 1860 zusammen mit seinem Verleger Wilhelm Hertz Berlin-Buch besuchte, hielt er Skizzen und Informationen in seinem Notizbuch fest. Ausführlich hat Theodor Fontane die Tagebuchaufzeichnungen ihrer Tante durch diese Jahre wiedergegeben. Annemarie von Nathusius setzte ihr 1918 mit dem Roman Das törichte Herz der Julie von Voß. Eine Hofgeschichte aus der Zopfzeit ein literarisches Denkmal.

## Genealogie
- v. Ingenheim. In: Genealogisches Taschenbuch der deutschen gräflichen Häuser auf das Jahr 1842. 15. Jg., In: GGT, Justus Perthes, Gotha 1841, S. 257 f. (books.google.de).
- v. Voß. In: Gothaisches Genealogisches Taschenbuch der Adeligen Häuser. Der in Deutschland eingeborene Adel (Uradel). 1903. (GGT) Vierter Jahrgang, Justus Perthes, Gotha 1902, S. 876 (digital.ub.uni-duesseldorf.de).